# Triópetra (Réthymnon)
Triópetra, en grec moderne : Τριόπετρα, est un village côtier du dème d'Ágios Vasílios, de l'ancienne municipalité de Lámpi, dans le district régional de Réthymnon, en Crète, en Grèce. Selon le recensement de 2011, la population de Triópetra compte 81 habitants. Le village est situé à une distance de 52 km de Réthymnon et à 13 km d'Akoúmia. La région doit son nom au cap aux trois rochers caractéristiques, de chaque côté desquels se trouvent des plages.

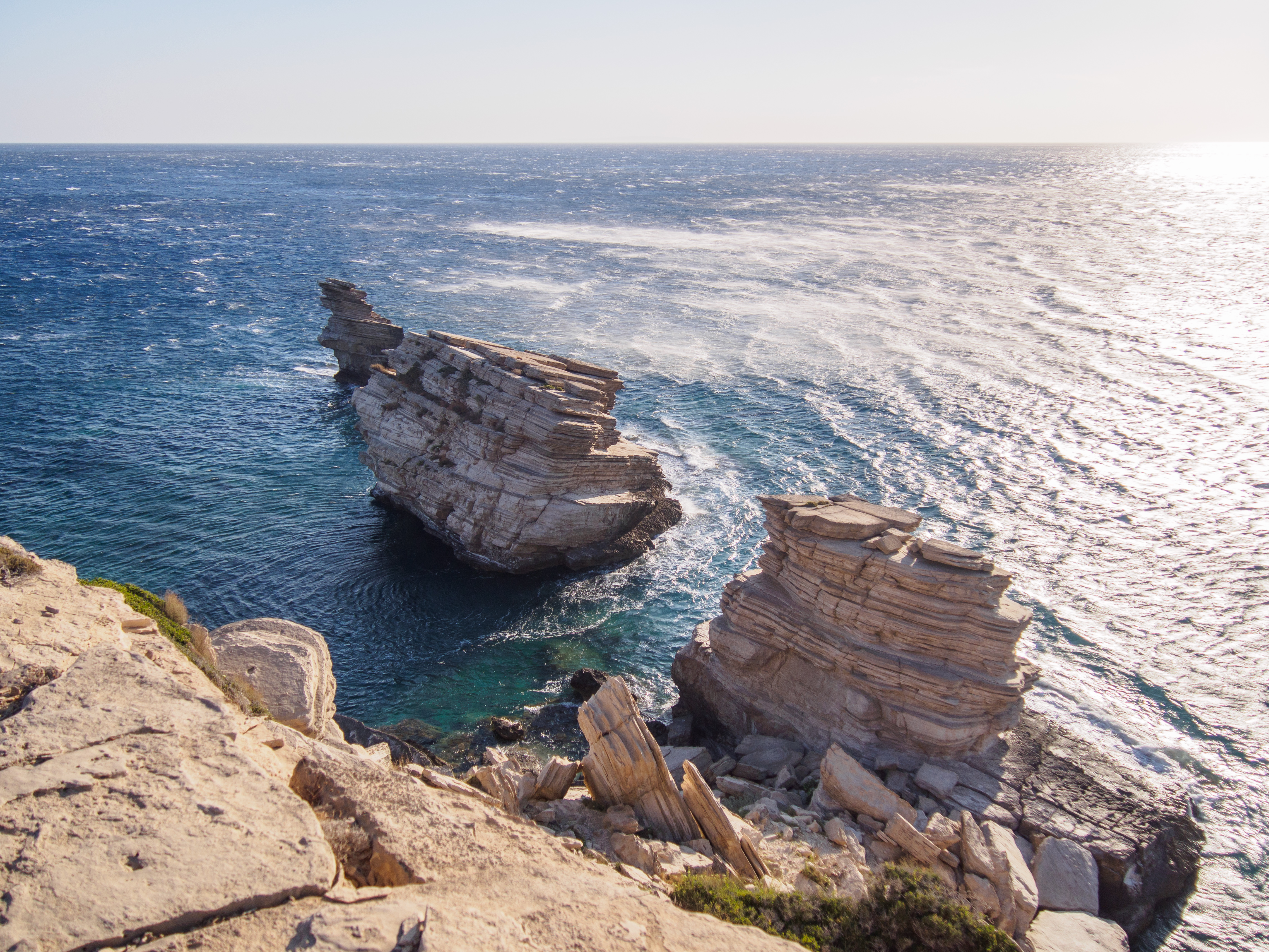
Les trois rochers qui donnent le nom de la localité.
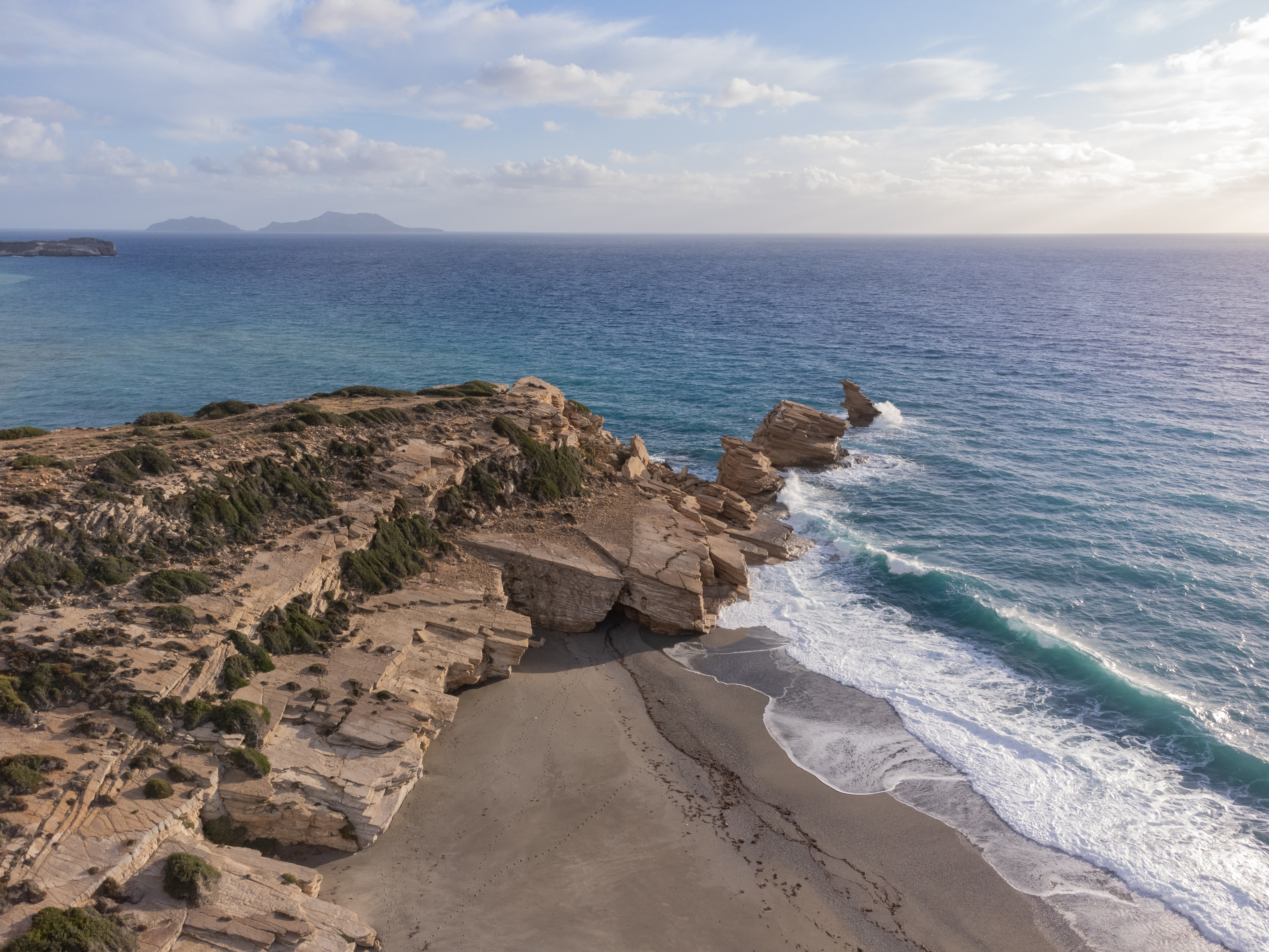
Le cap Triópetra (Décembre 2021).